# غل خيرك سفلي (مقاطعة غيلانغرب)
غل‌خيرك سفلي (بالفارسية: گل‌خیرک سفلی) هي قرية تقع في قسم ويجنان الريفي في إيران. يقدر عدد سكانها بـ 70 نسمة .